# مارتین آلویان
مارتین گورگنی آلویان (ارمنی: Մարտին Գուրգենի Ալոյան؛  ۶ مارس ۱۹۵۶ یک بازیگر  اهل ارمنستان است. وی از سال ۱۹۷۵ میلادی تاکنون مشغول فعالیت بوده است.

## زندگی‌نامه
وی در ۶ مارس ۱۹۵۶ در استپاناکرت به دنیا آمد . وی از سال ۱۹۷۵ در تئاتر دولتی ارمنیان استپاناکرت فعالیت می‌کند. وی همچنین برندهٔ جوایزی همچون مدال گارگین نژده (۲۰۰۷) و هنرمند شایسته جمهوری قره‌باغ کوهستانی (۲۰۱۴)، مدال خدمات رزمی (۲۰۰۵)، مدال آزادسازی شوشی (۲۰۰۴) و مدال قدردانی مادرانه (۲۰۰۷) شده است.

## یادداشت
1. ↑  ۱۹۵۷
2. ↑  «Մարտական ծառայություն» մեդալ
3. ↑  «Շուշիի ազատագրման համար» մեդալ
4. ↑  «Մայրական երախտագիտություն» մեդալ

## جستارهای ولسته
- فهرست بازیگران ارمنی